# Kärkkäänsaari (ö i Kuopio)
Kärkkäänsaari är en ö i Finland. Den ligger i sjön Kallavesi (norra delen) och i kommunen Siilinjärvi i den ekonomiska regionen  Kuopio ekonomiska region  och landskapet Norra Savolax, i den centrala delen av landet, 300 km norr om huvudstaden Helsingfors. Öns area är 19,9 hektar och dess största längd är 0,8 kilometer i sydöst-nordvästlig riktning.